# Víctor Gomis
Víctor Gomis (Crevillent, Baix Vinalopó, 1 de novembre de 1982) és un futbolista valencià. Juga de defensa i el seu equip actual és el Crevillent Esportiu del grup V en la Preferent Valenciana.

## Trajectòria
Abans d'integrar la primera plantilla del Elx Club de Futbol va jugar en l'Elx Club de Futbol Il·licità. Posteriorment va ser contractat pel Club Polideportivo Ejido de la Segona Divisió B. Més tard, va ser contractat pel CE Castelló, equip del qual quedà lliure després del seu descens a tercera divisió. Posteriorment va jugar en el Club Esportiu Dénia. En l'actualitat continua jugant al Crevillent Esportiu.
Entre altres equips, també ha jugat una temporada al Rayo Vallecano i el Zamora CF. A més de defensa central, també ha jugat de lateral esquerre i dret.
El 2006 va estar en la llista de Pep Balaguer per a jugar amb la Selecció de futbol del País Valencià, que es va enfrontar amb la selecció nacional del Perú a l'Estadi Martínez Valero d'Elx, amb resultat victoriós per als valencians per 3-1.